# دعوت (فیلم ۲۰۱۵)
«دعوت» (انگلیسی: The Invitation (2015 film)) یک فیلم در ژانر ترسناک ، هیجانی،تریلر روان‌شناختی  است که در سال ۲۰۱۵ منتشر شد.

## خلاصه فیلم
مردی به نام ویل ( لوگان مارشال گرین ) قبلاً فرزندش را طی یک حادثه که خود را مقصر می‌داند از دست داده است، بعد از این اتفاق از همسرش ایدن ( تامی بلانچارد ) جدا شده تا این حوادث را از ذهن خود خارج کند.
چند سال بعد ایدن و شوهر جدیدش در خانه قدیمی اش یک مهمانی برگزار کرده اند تا بتوانند خاطرات تلخی که از گذشته به یاد داشته اند را فراموش کنند. ویل فکر می کند که ایدن به همراه شوهر جدیدش ، دیوید قصد انجام کارهای مشکوکی در این مهمانی دارند. برای همین ویل سعی میکند آنها را زیر نظر داشته باشد ...